# 키모츠키 카네타
키모츠키 카네타(일본어: 肝付 兼太 きもつき かねた[*], 1935년 11월 15일 ~ 2016년 10월 20일)는 일본의 남성 성우, 배우 겸 연출가. 가고시마현 출신.

## 사망
2016년 10월 20일에서 폐렴으로 별세. 이때가 향년 80세 사망했다.

## 출연작

### 애니메이션
- 개구리 왕눈이 - 미꿀 할아버지
- 그레이트 마징가 - 요파충장군 드레이도
- 긴급발진 세이버키즈 - 닥터 버그
- 닌자 핫토리군 - 케무마키 케무조
- 도라에몽 - 쟈이안(니혼TV판), 호네카와 스네오(아사히TV 제1판)[2],퍼양(퍼맨 4호)(아사히TV 제2판)[3]
- 디지몬 테이머즈 극장판 폭주 디지몬 특급 - 패러사이몬
- 오소마츠 군 - 이야미(홍쌈바)[4]
- 날아라 호빵맨 - 해골맨
- 톰과 제리 - 톰
- 퍼맨 - 카바오(공바우)[5], 퍼양(퍼맨4호)[6]
- 천사소녀 새롬이 - 네가(다롱)[7]
- 포코냥 - 할아버지
- 은하철도 999 - 차장
- 오바케의 Q타로 - 고지라, 하카세
- 은하영웅전설 - 황 루이
- 키테레츠 대백과 - 박호구
- 괴물군 - 반나오[8], 드라큘라[9]
- 울트라맨 키즈 엄마 찾아 3000만 광년 - 갓츤
- 천재 바카본 - 경찰관[10]
- 울트라B - 스즈모토 신이치
- 꼬마 고인돌 빠삐꼬(1974년판) - 아빠
- 망둥어 돈 - 푸얀
- 명탐정 코난 - 지이 코노스케(지인호, 219화)[11]
- 이누야샤 극장판 3기 천하패도의 검 - 총운아의 칼집
- 초력전대 오레인저 - 아체
- 소년탐정 김전일 - 마토바 유이치로
- 유우키 유우나는 용사다 - 요시테루[12]
- 피너츠 - 슈로더
- 피노키오 - 지미니 크리켓
- 킹덤 하츠 시리즈 - 지미니 크리켓